# Luitpold-Brunnen (Edenkoben)

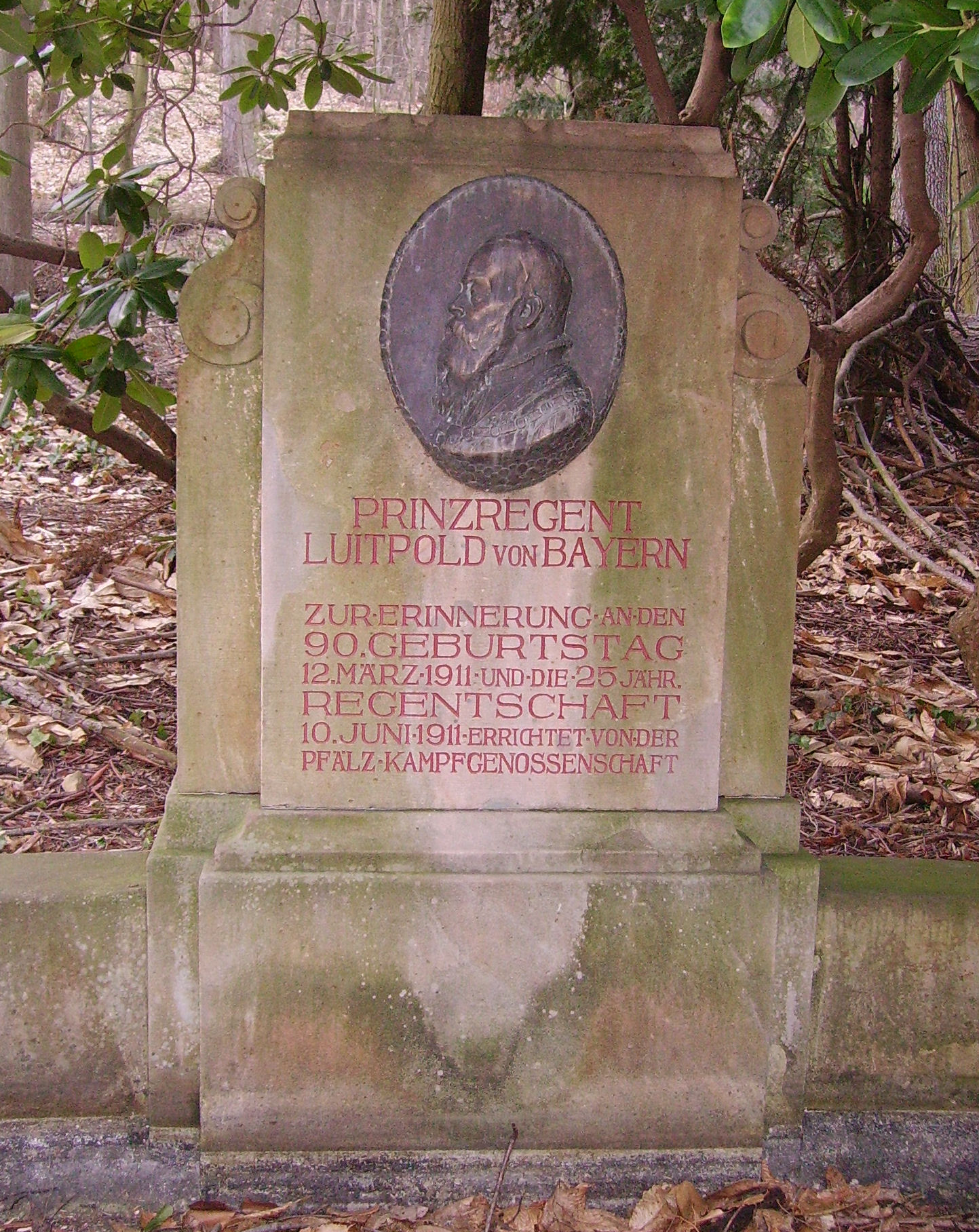
Stele mit Inschrift

Der Luitpold-Brunnen – alternativ Luitpoldbrunnen geschrieben – ist ein Bauwerk in der Stadt Edenkoben. Er steht unter Denkmalschutz.

## Lage
Der Brunnen liegt im Westen der Stadtgemarkung abseits von deren Siedlungsgebiet am unmittelbaren Übergang des Pfälzerwaldes in den Haardtrand am westlichen Ende der Villastraße, die mit der Kreisstraße 64 identisch ist. In unmittelbarer Nähe befindet sich die Villa Ludwigshöhe. Etwas weiter westlich liegt die Talstation der Rietburgbahn und weiter nordöstlich die Sportschule Edenkoben. Weiter westlich befindet sich bereits die Gemarkungsgrenze zur Ortsgemeinde Rhodt unter Rietburg.

## Geschichte und Beschaffenheit
Der Brunnen wurde 1911 errichtet; Anlass war der 90. Geburtstag des Prinzregenten Luitpold von Bayern. Es handelt sich um einen Springbrunnen, der in Sandstein gefasst ist. Er umfasst eine Stele. Er ist in eine parkartige Umgebung eingebettet.
Auf einem Bronzerelief befindet sich das Porträt von Luitpold. Darunter steht folgende Inschrift: 
| PRINZREGENT LUITPOLD VON BAYERN ZUR ERINNERUNG AN DEN 90. GEBURTSTAG 12. MÄRZ 1911 UND DIE 25 JÄHR. REGENTSCHAFT 10. JUNI 1911 ERRICHTET VON DER PFÄLZ KAMPFGENOSSENSCHAFT |